# Чойс
Чойс (исп. Choix) — муниципалитет в Мексике, входит в штат Синалоа. Население 7320 человек.

## История
В 1607 году город основал Ла Фундарон Лос Хесуйтас.